# Albanija, Kavkaz
Albanija je stara kavkaška pokrajina, ki leži ob obali Kaspijskega morja. Zavzemala je področje južnega Dagestana in severnega Azerbajdžana.
V 1. stoletju pr. n. št. so tu živeli Skiti, ki so se pod vodstvom Mitridata VI. borili proti Pompeju.